# Liyuu
Liyuu（リーユウ、中国語名：黎 獄（リー・ ユー）、1997年1月9日 - ）は、中国上海市出身のコスプレイヤー、タレント、歌手、声優。ホリプロインターナショナル所属。レコードレーベルはLantis。公式ファンクラブはYuU Koi Days。Liella!のメンバー（1期生）。

## 概要
小学校6年生の頃に日本のアニメにハマったことをきっかけに、高校1年生の時からネットにコスプレの投稿を開始。2016年冬のコミックマーケットの参加以来、多くのカメラマンを集める人気コスプレイヤーとなる。
2018年にホリプロインターナショナルと契約。2019年6月8日、TOKYO FM HALLにて「Liyuu ファンミーティングVOL1」が開催された。同年11月9日、北京市の中国国際展覧センター（天笠新館）において開催された「リスアニ! LIVE BEIJING」に出演。
2020年1月22日、テレビアニメ『はてな☆イリュージョン』のオープニングテーマとなった『Magic Words』で歌手デビュー。同年11月25日、テレビアニメ『100万の命の上に俺は立っている』のエンディングテーマとなった2ndシングル『カルペ・ディエム』をリリースしたほか、同作の端役で声優デビュー。同年12月14日、メディアミックス作品群『ラブライブ!スーパースター!!』の唐可可役に選出。2021年5月23日、自身の公式ファンクラブにおける初のイベント「YuU Koi 1st Day」を開催。
2022年2月9日、1stアルバム『Fo(u)r YuU』をリリース。5月26日にファーストメジャー写真集『鼓動』を発売。11月2日にテレビアニメ『夫婦以上、恋人未満。』の主題歌となる『TRUE FOOL LOVE』をリリース。2023年2月22日には1stミニアルバム『koii』をリリース。4月15日より1stコンサートツアー『LOVE in koii』を名古屋・大阪・横浜の各都市で順次開催、これに伴いスイーツパラダイスとのコラボ企画も開催した。
2024年2月7日、2ndフルアルバム『Soaring Heart』をリリース。同年2月12日付オリコンデイリーアルバムランキングで1位を獲得した。
2024年6月、初の中国オリジナル曲「倔强游戏」のMVを公開。音楽配信サイトで同曲の配信を開始した。さらに同年10月には初のファンクラブ限定イベントを開催。12月には初の中国語EP「DreamLy」を配信開始した。
2025年1月22日には、アーティストデビュー5周年を記念して『Liyuu 5th Anniversary Concert 2025 「5th Special Day」』をZepp DiverCity (TOKYO)にて開催。5月1日には2nd写真集も発売された。

## 人物
小さい頃は歌手になりたいという夢があったが、高校生の時に挫折。大学は地元・上海のデザイン学科に通っており、将来は美術の先生になれればと考えていた。
慣れない日本語での活動に加え、「体力があまりなくて、ダンスも苦手」ということで何度も挫けそうになった。しかし、その度に自身の目に見える成長の足跡と、過去の頑張りを支えに努力を積み重ねてきた。
好きなアニメは『カードキャプターさくら』、『ラブライブ!シリーズ』、『けいおん!』などを挙げており、可愛い女の子がたくさん出てくる作品を好む。
口癖は「おほ」。ファンクラブのボイス付きグッズやマネージャーのSNS投稿にも使われている。
『Quick Japan』で「Liyuuのハッピーコスプレライフ」という記事の連載をしていた。

## 出演
太字はメインキャラクター。

### テレビアニメ
2020年
- 100万の命の上に俺は立っている（女子生徒）

2021年
- ラブライブ!スーパースター!!（2021年 - 2024年、唐可可） - 3シリーズ

### ゲーム
2021年
- ラブライブ! スクールアイドルフェスティバル（2021年 - 2023年、唐可可）

2023年
- ラブライブ! スクールアイドルフェスティバル2 MIRACLE LIVE!（2023年 - 2024年、唐可可）
- リバース:1999（レディ・Z）

2025年
- 幻想水滸伝 STAR LEAP（ユア）

### ラジオ
※はインターネット配信
- Liyuuのはつらじ（2021年 - 、AuDee※）[27]
- ラブライブ！スーパースター!! 結女放課後放送局 リエラジ！（2021年 - 、YouTube※）[28][注釈 2]
- セブン銀行 presents エバンジェリストスクール!（2023年 - 2025年、TOKYO FM）[29]
- Liyuuが好きなリユウ（2023年 - 2025年、文化放送 超!A&G、東海ラジオ）[30]

### テレビドラマ
- シュガードッグライフ（2024年、しおりん[31]）

## ディスコグラフィ

### シングル
|            | 発売日         | タイトル         | 規格品番   | 規格品番   | オリコン 最高位 |
| 初回限定盤 | 発売日         | タイトル         | 通常盤     |            | オリコン 最高位 |
| ---------- | -------------- | ---------------- | ---------- | ---------- | --------------- |
| 1st        | 2020年1月22日  | Magic Words      | LACM-34927 | LACM-14927 | 44位            |
| 2nd        | 2020年11月25日 | カルペ・ディエム | LACM-34062 | LACM-24062 | 60位            |
| 3rd        | 2022年11月2日  | TRUE FOOL LOVE   | LACM-34304 | LACM-24304 | 7位             |
| 4th        | 2023年8月30日  | bloomin'         | LACM-34413 | LACM-24413 | 14位            |
| 5th        | 2024年8月28日  | No Complete      | LACM-34599 | LACM-24599 | 18位            |
| 6th        | 2024年11月20日 | バッドゥドゥドゥ | LACM-34638 | LACM-24638 | 9位             |

#### 配信シングル
|     | 配信日         | タイトル         |
| --- | -------------- | ---------------- |
| 1st | 2021年10月23日 | ルルカワイマ     |
| 2nd | 2021年11月20日 | Endless Vacation |
| 3rd | 2021年12月25日 | Ambition         |
| 4th | 2022年1月23日  | Reply            |
| 5th | 2023年7月6日   | ミオソティス     |

### アルバム

#### オリジナルアルバム
|            | 発売日       | タイトル      | 規格品番   | 規格品番   | オリコン 最高位 |
| 初回限定盤 | 発売日       | タイトル      | 通常盤     |            | オリコン 最高位 |
| ---------- | ------------ | ------------- | ---------- | ---------- | --------------- |
| 1st        | 2022年2月9日 | Fo(u)r YuU    | LACA-35934 | LACA-15934 | 15位            |
| 2nd        | 2024年2月7日 | Soaring Heart | LACA-35072 | LACA-25072 | 17位            |

#### ミニアルバム
|            | 発売日        | タイトル | 規格品番   | 規格品番   | オリコン 最高位 |
| 初回限定盤 | 発売日        | タイトル | 通常盤     |            | オリコン 最高位 |
| ---------- | ------------- | -------- | ---------- | ---------- | --------------- |
| 1st        | 2023年2月22日 | koii     | LACA-35039 | LACA-25039 | 10位            |

### 映像作品
|     | 発売日                | タイトル                                                     | 規格品番                                       |
| --- | --------------------- | ------------------------------------------------------------ | ---------------------------------------------- |
| 1st | 2022年6月29日         | Liyuu First Concert 2022「Fo(u)r YuU」                       | LABX-8553                                      |
| 2nd | 2023年9月27日         | Liyuu Concert TOUR2023「LOVE in koii」Blu-ray                | LABX-38678/9（初回限定版） LABX-8678（通常版） |
| 3rd | 2025年1月9日          | Liyuu Concert TOUR2024「My Soaring Heart」~Tour Documentary~ |                                                |
| 4th | 2025年9月10日（予定） | Liyuu 5th Anniversary Concert 2025「5th Special Day」Blu-ray |                                                |

### 参加楽曲
| 発売日        | 商品名                            | 歌                  | 楽曲                           | 備考                                             |
| ------------- | --------------------------------- | ------------------- | ------------------------------ | ------------------------------------------------ |
| 2019年8月14日 | Polaris                           | セイレーン（Liyuu） | 「Polaris」                    | スマートフォンゲーム『ドラガリアロスト』関連曲   |
| 2019年8月14日 | Singing In The Rain               | セイレーン（Liyuu） | 「Singing In The Rain」        | スマートフォンゲーム『ドラガリアロスト』関連曲   |
| 2019年10月9日 | DAOKO × ドラガリアロスト          | セイレーン（Liyuu） | 「Across The World」           | スマートフォンゲーム『ドラガリアロスト』関連曲   |
| 2021年6月18日 | INTERWEAVE 02                     | JUVENILE            | 「ミラールージュ feat. Liyuu」 |                                                  |
| 2022年8月10日 | Lemonade feat. Liyuu              | JUVENILE            | 「Lemonade feat. Liyuu」       |                                                  |
| 2022年8月10日 | 檸檬气泡 feat. Liyuu              | JUVENILE            | 「檸檬气泡 feat. Liyuu」       | 「Lemonade feat. Liyuu」の中国語バージョン       |
| 2023年5月10日 | Mirror Rouge -胭脂鏡- feat. Liyuu | JUVENILE            | 「Mirror Rouge feat. Liyuu」   | 「ミラールージュ feat. Liyuu」の中国語バージョン |

### タイアップ曲
| 楽曲             | タイアップ                                                                              | 時期   |
| ---------------- | --------------------------------------------------------------------------------------- | ------ |
| Magic Words      | テレビアニメ『はてな☆イリュージョン』オープニングテーマ                                 | 2020年 |
| カルペ・ディエム | テレビアニメ『100万の命の上に俺は立っている』エンディングテーマ                         | 2020年 |
| TRUE FOOL LOVE   | テレビアニメ『夫婦以上、恋人未満。』オープニングテーマ                                  | 2022年 |
| OPEN UP!         | テレビ朝日系バラエティ番組『お願い!ランキング そだてれび』2023年2月度エンディングテーマ | 2023年 |
| ミオソティス     | 中国アニメ映画『兵馬俑の城』日本語吹き替え版主題歌                                      | 2023年 |
| bloomin'         | テレビアニメ『はたらく魔王さま!!』エンディングテーマ                                    | 2023年 |
| No Complete      | MBS/TBS系 アニメイズム『この世界は不完全すぎる』オープニングテーマ                      | 2024年 |
| バッドゥドゥドゥ | テレビアニメ『歴史に残る悪女になるぞ』オープニングテーマ                                | 2024年 |

### EP
|     | 配信日         | タイトル | 備考                     |
| --- | -------------- | -------- | ------------------------ |
| 1st | 2024年12月17日 | DreamLy  | 中国ではCD盤が発売された |

#### 配信シングル
|     | 配信日       | タイトル | 備考                   |
| --- | ------------ | -------- | ---------------------- |
| 1st | 2024年6月7日 | 倔强游戏 | 初の中国語オリジナル曲 |

## 書籍

### 写真集
- Liyuu ファーストメジャー写真集『鼓動』（2022年5月26日、集英社、撮影：唐木貴央）[43] ISBN 978-4-08-790075-0
- Liyuu 2nd写真集『ヒトミ』（2025年5月1日、KADOKAWA、撮影：藤本和典）
  - 【オールアザー版】Liyuu 2nd写真集 ヒトミ（2025年7月23日）[44]

### デジタル写真集
- 太陽の光（2021年11月22日、集英社、撮影：藤本和典）[45]
- 情人节礼物（2022年2月3日、集英社、撮影：山本絢子）[46]
- いつまでも、ずっと。（2022年10月17日、集英社、撮影：藤本和典）[47]
- arcana（2022年11月8日、KADOKAWA）[48]
- 恋って、どんな味ですか？（2023年2月22日、集英社、撮影：桑島智輝）[49]
- B.L.T.デジタル写真集 Liyuu「キミ咲く季節に。」（2023年8月31日、東京ニュース通信社）[50]
- 記憶の欠片 -the piece of memories-（2023年10月30日、集英社、撮影：藤本和典）[51]
- 見つめて、恋して。（2024年2月1日、集英社、撮影：藤本和典）[52]
- Liyuu VOICE VISTA magazine デジタル写真集（2024年6月5日、講談社、撮影：菊地泰久）[53]
- メモリアル・グラフィティ（2024年11月5日、集英社、撮影：藤本和典）[54]

## イベント

### コスプレイベント
| 出演日                | タイトル                                                                          | 会場                                  |
| --------------------- | --------------------------------------------------------------------------------- | ------------------------------------- |
| 2016年12月29日 - 31日 | コミックマーケット91                                                              | 東京ビッグサイト（東京都）            |
| 2018年2月24日         | コスコレ京都文化祭2018                                                            | 紫明会館（京都府）                    |
| 2018年8月10日、12日   | コミックマーケット94                                                              | 東京ビッグサイト（東京都）            |
| 2018年12月15日、16日  | CygamesFes2018 リアルドラガリアロスト~エルフィリス＆ショップ店員コスプレステージ~ | 幕張メッセ 国際展示場ホール（千葉県） |
| 2018年12月30日        | コミックマーケット95                                                              | 東京ビッグサイト（東京都）            |
| 2019年8月9日          | コミックマーケット96                                                              | 東京ビッグサイト（東京都）            |
| 2019年12月28日 - 30日 | コミックマーケット97                                                              | 東京ビッグサイト（東京都）            |

### トークイベント
| 出演日             | タイトル | 会場                                                  |
| ------------------ | --- | ----------------------------------------------------- |
| 2019年10月4日、5日 | Bilibili World 2019 上海                                                                                        | 上海新国際博覧中心（中国・上海市）                    |
| 2019年11月2日      | 第6回新千歳空港国際アニメーション映画祭『はてな☆イリュージョン』TVアニメ放送決定記念 スペシャルトークイベント！ | 新千歳空港 新千歳ポルトムホール（北海道）             |
| 2022年10月29日     | Liyuuトークショー in 東工大 Life with YuU!                                                                      | 東京工業大学 大岡山キャンパス70周年記念講堂（東京都） |
| 2022年11月28日     | ICCトークセッション 你好、早稲田!Liyuuがみたセカイ                                                              | 早稲田大学 早稲田キャンパス（東京都）                 |
| 2024年1月16日      | TOKYO FM「セブン銀行 presents エバンジェリストスクール!」第1回公開収録イベント                                  | TOKYO FM HALL（東京都）                               |
| 2024年5月18日      | 祝・3周年 Liyuuの”リアル”ではつらじ~みんなで节日！ゆるゆるパーティー~                                           | TOKYO FM HALL（東京都）                               |
| 2024年8月24日      | 文化放送「Liyuuが好きなリユウ」イベント                                                                         | 文化放送メディアプラスホール（東京都）                |
| 2024年10月20日     | TOKYO FM「セブン銀行 presents エバンジェリストスクール!」第2回公開収録イベント                                  | 渋谷 Sakura Stage SHIBUYA SIDE 4F 404 Park（東京都）  |

### ライブイベント
| 出演日               | タイトル                                                                 | 会場                                                                               |
| -------------------- | ------------------------------------------------------------------------ | ---------------------------------------------------------------------------------- |
| 2019年6月8日         | Liyuu ファンミーティングVOL1                                             | TOKYO FM HALL（東京都）                                                            |
| 2019年12月15日       | LiyuuファンミーティングVol.2                                             | TFTホール300（東京都）                                                             |
| 2020年1月21日        | 「Magic Words」リリース記念フリーイベント「池袋で待ち合わせ編Premium」   | サンシャインシティ（東京都）                                                       |
| 2021年5月23日        | 「YuU Koi 1st Day」、「Liyuu with U」                                    | TOKYO FM HALL（東京都）                                                            |
| 2022年5月5日         | 「YuU Koi Memories」                                                     | TFTホール1000（東京都）                                                            |
| 2022年10月22日、23日 | 「YuU Koi Memories in Osaka & Nagoya」                                   | クレオ大阪南（大阪府、22日）、今池ガスホール（愛知県、23日）                       |
| 2022年11月3日        | 「TRUE FOOL LOVE」リリース記念フリーライブ＆サイン会                     | ダイバーシティ東京プラザ2Fフェスティバル広場（東京都）                             |
| 2023年1月9日         | Liyuu's Birthday 2023~みんなでお祝い!                                    | 新都市ホール（神奈川県）                                                           |
| 2023年2月28日        | ミニアルバム「koii」発売記念フリーライブ&特典会 in 噴水広場              | サンシャインシティ（東京都）                                                       |
| 2023年6月18日        | 「LOVE in YuU Koi Days」                                                 | 文京シビックホール大ホール（東京都）                                               |
| 2023年8月30日        | 4th Single「bloomin’」発売記念フリーライブ＆サイン会 in 噴水広場         | サンシャインシティ（東京都）                                                       |
| 2023年11月12日       | Liyuu Fanmeeting in Seoul 2023「안녕 Seoul!」                            | White Wave Art Center（韓国・ソウル市）                                            |
| 2024年1月7日、9日    | Liyuu’s Birthday 2024~みんなでお祝い!〇〇作るぞ!                         | 新都市ホール（神奈川県、7日）、松下IMPホール（大阪府、9日）                        |
| 2024年2月20日        | Liyuu「鲤好！」粉丝见面会                                                | 万代南梦宫上海文化中心（中国・上海市）                                             |
| 2024年10月26日       | Liyuuオフィシャルファンクラブ「YuU Koi Days」限定イベント『鯉友大集合!』 | 新都市ホール（神奈川県）                                                           |
| 2025年1月4日、9日    | Liyuu’s Birthday 2025～次のとびらへ５!                                   | NEW PIER HALL（東京都、4日）、龙湖虹橋天街A館ME HUB LIVEHOUSE（中国・上海市、9日） |
| 2025年6月2日         | 2025 Liyuu「Yu鲤随行」上海ファンミーティング                             | ロンフー虹橋天街A館 ME HUB LIVEHOUSE（中国・上海市）                               |
| 2025年8月16日        | 2025 Liyuu「Yu鲤随行」成都ファンミーティング                             | 未定（中国・成都市）                                                               |

### ワンマンライブ
| 出演日        | タイトル                                               | 会場                                        |
| ------------- | ------------------------------------------------------ | ------------------------------------------- |
| 2022年2月11日 | Liyuu First Concert 2022「Fo(u)r YuU」                 | パシフィコ横浜 国立大ホール（神奈川県）     |
| 2023年4月15日 | Liyuu Concert TOUR2023「LOVE in koii」愛知公演         | 名古屋市公会堂（愛知県）                    |
| 2023年4月16日 | Liyuu Concert TOUR2023「LOVE in koii」大阪公演         | 大阪国際交流センター大ホール（大阪府）      |
| 2023年4月23日 | Liyuu Concert TOUR2023「LOVE in koii」神奈川公演       | パシフィコ横浜 国立大ホール（神奈川県）     |
| 2023年5月13日 | Liyuu Concert TOUR2023「LOVE in koii」上海公演         | 上海摩登天空 Modern Sky LAB（中国・上海市） |
| 2023年5月14日 | Liyuu Concert TOUR2023「LOVE in koii」広州公演         | 声音共和Live House（中国・広州市）          |
| 2024年4月13日 | Liyuu Concert TOUR2024「My Soaring Heart」千葉公演     | 森のホール21（千葉県）                      |
| 2024年4月21日 | Liyuu Concert TOUR2024「My Soaring Heart」大阪公演     | 松下IMPホール（大阪府）                     |
| 2024年4月29日 | Liyuu Concert TOUR2024「My Soaring Heart」愛知公演     | ダイヤモンドホール（愛知県）                |
| 2024年6月22日 | Liyuu Concert TOUR2024「My Soaring Heart」上海公演     | 上海静安スポーツセンター（中国・上海市）    |
| 2024年7月05日 | Liyuu Concert TOUR2024「My Soaring Heart」広州公演     | 广州MaoLivehouse太古仓店（中国・広州市）    |
| 2025年1月22日 | Liyuu 5th Anniversary Concert 2025 「5th Special Day」 | Zepp DiverCity (TOKYO)（東京都）            |
| 2025年9月28日 | Liyuu Concert TOUR2025 東京公演                        | Zepp Haneda（東京都）                       |
| 2025年10月5日 | Liyuu Concert TOUR2025 大阪公演                        | COOL JAPAN PARK OSAKA TT ホール（大阪府）   |

### 合同ライブ
| 出演日         | タイトル                                             | 会場                                                   |
| -------------- | ---------------------------------------------------- | ------------------------------------------------------ |
| 2019年11月9日  | リスアニ! LIVE BEIJING                               | 中国国際展覧センター（中国・北京市）                   |
| 2019年11月28日 | Lantis New Generation LIVE                           | Shibuya O-EAST（東京都）                               |
| 2022年12月21日 | 日中国交回復50周年記念 ASIA EMOTIONAL MUSIC FES 2022 | 有明アリーナ（東京都）                                 |
| 2023年1月27日  | リスアニ! LIVE 2023 EXTRA STAGE                      | 日本武道館（東京都）                                   |
| 2023年2月23日  | Lantis Girls Fes「TRY→ANGLE」                        | 山野ホール（東京都）                                   |
| 2023年3月25日  | Music Unity 2023                                     | 羽田空港第二ターミナル国際線エリア（東京都）           |
| 2023年7月23日  | Bilibili World 2023                                  | 上海国家会展中心（中国・上海市）                       |
| 2023年8月25日  | Animelo Summer Live 2023 -AXEL-                      | さいたまスーパーアリーナ（埼玉県）                     |
| 2023年9月17日  | ナガノアニエラフェスタ2023                           | 佐久市駒場公園（長野県）                               |
| 2023年10月9日  | 長岡 米百俵フェス ~花火と食と音楽と~ 2023            | 東山ファミリーランド（新潟県）                         |
| 2023年11月18日 | ANIMAX MUSIX 2023                                    | 横浜アリーナ（神奈川県）                               |
| 2023年11月24日 | Anime Festival Asia Singapore 2023                   | サンテック・シンガポール国際会議展示場（シンガポール） |
| 2024年7月14日  | Bilibili Macro Link 2024                             | 上海国家会展中心（中国・上海市）                       |
| 2024年11月16日 | 「ANISAMA WORLD in 上海」                            | 上海久事体育场馆 旗忠网球中心（中国・上海市）          |
| 2025年7月11日  | Bilibili Macro Link 2025                             | 上海国家会展中心・虹館EH（中国・上海市）               |
| 2025年8月8日   | 上海草苺共振場Strawberry Fields                      | 上海瓦肆VAS est（中国・上海市）                        |